# Новате-Меццола
Новате-Меццола (італ. Novate Mezzola) — муніципалітет в Італії, у регіоні Ломбардія,  провінція Сондріо.
Новате-Меццола розташоване на відстані близько 540 км на північний захід від Рима, 90 км на північ від Мілана, 33 км на захід від Сондріо.
Населення — 1868 осіб (2014).

## Демографія
Населення за роками:

Станом на 1 січня 2023 року в муніципалітеті офіційно проживали 74 іноземці з 25 країн, серед них 19 громадян країн Євросоюзу та 4 громадяни України.

## Сусідні муніципалітети
- Бондо
- Черчино
- Чино
- Чиво
- Дубіно
- Мелло
- Пьюро
- Прата-Кампортаччо
- Самолако
- Сорико
- Траона
- Валь-Мазіно
- Верчея
- Вілла-ді-К'явенна